# Ilha Riesco
A ilha Riesco é uma ilha do Chile localizada no extremo meridional da América do Sul, na margem norte do estreito de Magalhães. Administrativamente, a ilha pertence à comuna de Río Verde, Região de Magalhães e Antártica Chilena . Tem uma área de 5005 km², o que a converte na quarta maior ilha chilena.
Habitada principalmente pelos kawéskar, hoje a ilha é caracterizada por uma dezena de propriedades, todas de particulares, onde se faz criação de ovelhas.